# Cirilo de Alameda y Brea

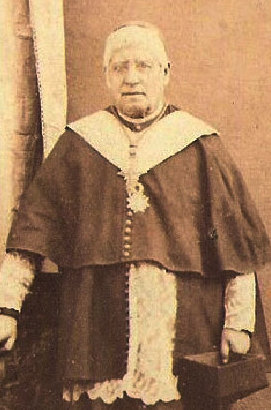
Cirilo Kardinal de Alameda y Brea OFM (Foto ca. 1870)

Cirilo de Alameda y Brea OFM (* 9. Juli 1781 in Torrejón de Velasco; † 30. Juni 1872 in Toledo) war ein spanischer Kardinal und Erzbischof der römisch-katholischen Kirche.

## Leben
1805 legte er seine Profess ab. Er wirkte als Ordenspriester in Uruguay und in Brasilien. Von 1817 bis 1823 war er Generalminister seines Ordens.
Am 30. September 1831 wurde er zum Erzbischof von Santiago de Cuba ernannt. Die Bischofsweihe spendete ihm am 12. März 1832 der Erzbischof von Sevilla Francisco Javier de Cienfuegos y Jovellanos unter Assistenz von Domingo de Silos Santiago Apollinario Moreno OSB und Vicente Román y Linares. Am 7. März 1849 wurde er zum Erzbischof von Burgos und am 3. August 1857 zum Erzbischof von Toledo ernannt. Im Konsistorium vom 15. März 1858 erhob ihn Papst Pius IX. zum Kardinal.
Bei seinem Tod am 30. Juni 1872 war er mit 90 Jahren der zu jener Zeit älteste Kardinal.